# Sterling Airways Flight 296
Sterling Airways Flight 296 var ett charterflyg som den 14 mars 1972 havererade nära Kalba i Förenade Arabemiraten under en flygning från Colombo, Sri Lanka till Köpenhamn, Danmark med en mellanlandning i Dubai. Flygplanet av typen Sud Aviation Caravelle hade registreringen OY-STL. 112 passagerare och besättning dog vid haveriet på grund av pilotmisstag. Det var den värsta flygkatastrofen i Förenade Arabemiratens historia.

## Olyckan
Sterling Airways Flight 296 lyfte från Colombo International Airport i Sri Lanka den 14 mars 1972 för en flygning till Köpenhamns flygplats i Danmark med en mellanlandning för tankning i Dubai i Förenade Arabemiraten. Det fanns 106 passagerare och sex besättningsmedlemmar ombord på flygplanstypen Sud Aviation Caravelle. Efter två timmars flygresa havererade planet i en bergsrygg nära Kalba på cirka 550 meters (1800 fot) höjd. Alla 112 passagerare och besättningsmedlemmar dödades. Charterflyget ägdes vid tillfället av resebolaget Tjæreborg.

## Nationaliteter
Nationaliteter ombord flight 296:
| Nationalitet | Passagerare | Besättning | Totalt |
| ------------ | ----------- | ---------- | ------ |
| Danskar      | 68          | 6          | 74     |
| Svenskar     | 20          | -          | 20     |
| Norrmän      | 12          | -          | 12     |
| Finländare   | 4           | -          | 4      |
| Västtyskar   | 2           | -          | 2      |
| Totalt       | 106         | 6          | 112    |

## Orsak
Regeringen i Förenade Arabemiraten inledde en undersökning av flight 296:s haveri. Undersökningen kom fram till att piloten hade nedstigit under den lägsta föreskrivna höjden, antagligen eftersom piloten trodde att de var närmare Dubai än de faktiskt var, på grund av två felaktiga upplysningar i den föråldrade färdplanen och/eller på grund av en felaktig tolkning av väderradarn.